# StarCrash 2 : Les Évadés de la galaxie III
Pour plus de détails, voir Fiche technique et Distribution.
StarCrash 2 : Les Évadés de la galaxie III (en italien : Giochi erotici nella terza galassia) est un film de science-fiction réalisé par Bitto Albertini sous le pseudonyme de Ben Norman, sorti en 1981.

## Synopsis
Dans une galaxie lointaine, une guerre cosmique fait rage. La princesse Belle Star et le capitaine Lithan se dressent contre un être diabolique, Ureklon. Perdus dans l'espace, ils débarquent sur une planète inconnue qui ressemble à la Terre. Les habitants de cette planète forment un peuple heureux, qui fait découvrir à Belle Star et au capitaine les joies de l'amour.

## Distribution
- Sherry Buchanan : Belle Star
- Fausto Di Bella : Lithan
- Don Powell : Oraclon
- Chris Avram : Roi Ceylon
- Attilio Dottesio : ancien du village
- Max Turilli : Jemar
- Margareth Rose Keil : épouse de l'ancien du village